# Le Guerno
Le Guerno en idioma francés y oficialmente, Ar Gwernoù en bretón,  es una localidad y comuna francesa en la región administrativa de Bretaña, en el departamento de Morbihan. 

## Demografía
| 517 | 470 | 469 | 512 | 580 | 582 |
| Para los censos de 1962 a 1999 la población legal corresponde a la población sin duplicidades (Fuente: INSEE [Consultar]) |     |     |     |     |     |

## Lugares de interés
- Castillo de Branféré, siglo XVII
- Parque botánico
- Zoológico
- Iglesia de Santa Ana